# Thelypteris ptarmica
Thelypteris ptarmica är en kärrbräkenväxtart som först beskrevs av Kze. och Georg Heinrich Mettenius, och fick sitt nu gällande namn av C. Reed. Thelypteris ptarmica ingår i släktet Thelypteris och familjen Thelypteridaceae. Inga underarter finns listade.